# Surinaams zaalvoetbalteam (mannen)
Het Surinaamse nationale zaalvoetbalteam valt onder de Surinaamse Zaalvoetbal Bond (SZVB) en is lid van de Surinaamse Voetbalbond en de FIFA. Het team vertegenwoordigt Suriname tijdens internationale zaalvoetbalcompetities.
Net als het Surinaams voetbalelftal in het veldvoetbal wordt ook het nationale zaalvoetbalteam (Futsal) Natio genoemd.

## Toernooien

### FIFA Wereldkampioenschap zaalvoetbal
- 1989 tot 1996 - kwam niet binnen
- 2000 - kwam niet in aanmerking
- 2004 - kwam niet in aanmerking
- 2008 - kwam niet in aanmerking
- 2012 – kwam niet binnen
- 2016 – kwam niet binnen
- 2021 – kwam niet in aanmerking
- 2024 – kwam niet in aanmerking

### CONCACAF Zaalvoetbalkampioenschap
- 1996 – kwam niet binnen
- 2000 – Groepsfase
- 2004 - Groepsfase
- 2008 - kwam niet in aanmerking
- 2012 - kwam niet in aanmerking
- 2016 – kwam niet binnen
- 2021 – Kwartfinales
- 2024 – Groepsfase

#### Tot 2020
Zaalvoetbal werd tot 2000 vrijwel alleen op nationaal niveau gespeeld. In dat jaar bereikte de nationale selectie alleen de kwalificatiewedstrijden in Costa Rica. In 2004 speelde het opnieuw zijn kwalificatiewedstrijden in Costa Rica. Suriname eindigde in de tweede ronde op nummer 3, maar wist zich niet te plaatsen voor de laatste ronde.

#### 2021
In 2021 vertrok het nationale team op 1 mei onder leiding van Serghino Reding naar Guatemala. Natio (Suriname) speelde in de groepsfase tegen Mexico en Guatemala. Daarna werd in de eerste groep tegen Panama verloren met 1-11 en vervolgens van Mexico gewonnen met 5-4. Suriname werd tweede in deze groep. In de kwartfinale verloor Suriname tegen Costa Rica met 1-11, waardoor het uitgeschakeld werd voor verdere deelname aan het toernooi en zich niet kwalificeerde voor het FIFA Wereldkampioenschap zaalvoetbal.

#### 2024
In 2024 stelde Natio zich opnieuw het doel om zich te kwalificeren voor het WK Zaalvoetbal. Suriname verloor in de openingswedstrijd tegen Mexico met 7-3, en ook de tweede wedstrijd tegen Costa Rica met 1-3. In de laatste wedstrijd won Suriname met 4-0 van Haïti. Suriname eindigde op nummer 3, wat na de berekening uiteindelijk niet genoeg was om zich te plaatsen voor de volgende ronde.